# Андриёвский, Александр Ефимович
Андриёвский, Алекса́ндр Ефи́мович (3 [15] августа 1869, село Бирино, Черниговская губерния Российской империи — 15 июня 1931, Киев, УССР) — библиограф-фольклорист, педагог.

## Биография
Александр Ефимович Андриёвский родился в крестьянской семье 3(15) августа 1869 года в селе Бирино Черниговской губернии. В настоящее время это село относится к Новгород-Северскому району Черниговской области Украины.
В 1889 году по первому разряду окончил Черниговскую духовную семинарию и направлен в Киевскую духовную академию. В 1893 году окончил Киевскую духовную академию со степенью кандидата богословия. С 1893 по 1895 годы преподавал в гимназии латинский язык и гражданскую историю. С 1895 по 1903 годы работал инспектором и учителем гражданской истории Читинской гимназии. В 1903—1911 годах являлся директором и преподавателем латинского языка и гражданской истории Владивостокской гимназии. В 1911—1917 годах — директором народных школ Тамбова.
В 1917 году переехал в Киев, где сначала по 1920 год служил инспектором киевской духовной семинарии, а затем, с 1921 года, перешёл на работу в качестве научного секретаря в исторический отдел Комиссии по составлению Энциклопедического словаря при Академии наук Украины.
Умер в Киеве 15 июня 1931 года. Похоронен на Лукьяновском кладбище (участок № 17, ряд 14, место 31).

## Научное наследие
Александр Ефимович Андриёвский приложил значительные усилия для дополнения и развития фундаментальной работы Б. Гринченко — «Литература украинского фольклора. 1777—1900». По этой теме им был подготовлен первый том — «Библиографии литературы из украинского фольклора», вобравший материал до 1916 года включительно. Работа над вторым томом осталась незавершённой. По отзывам ряда фольклористов, например, академиков Ф. Колесса и В. Перетц, выход этой работы значительно обогатил отечественную науку.

### Некоторые публикации
- Историко-статистическое описание Тамбовской губернии. Тамбов, 1911
- Бібліографія літератури з українського фольклору, т. 1. К., 1930.
- Православные церковные братства. Тамбов, 1914
- Древнерусский приход. К., 1917
- До історії видання «Литературы украинского фольклора» Б. Д. Грінченка // Етногр. вісн. 1926. Кн. 2